# Kožića hrast
Kožića hrast je jedan od vrhova hrvatske planine Papuk, koja se proteže kroz Slavoniju u Hrvatskoj. Kožića hrast je visok 816 metara i nalazi se u Virovitičko-podravskoj županiji na samoj granici s Požeško-slavonskom županijom u središnjem dijelu Parka prirode Papuk jugoistočno od Voćina, sjeverno od Velike i jugozapadno od Čačinaca.